# 魔宴
魔宴（まえん、原題：英: The Festival）は、アメリカ合衆国のホラー小説家ハワード・フィリップス・ラヴクラフトの短編ホラー小説。クトゥルフ神話に関連する。
1923年に執筆され、『ウィアード・テールズ』1925年1月号に発表された。後に系統化されるクトゥルフ神話に「先行した」作品として重要であり、「無定形のフルート奏者」が初登場し、また文献「ネクロノミコン」からの引用が初めて行われた。ミスカトニック大学がネクロノミコンを収蔵しているという設定も、本作によって明確化された。

## 作品解説

### あらすじ
秘儀を伝える古い一族がいた。100年に一度祝祭を行うよう子孫に命じ続けていた彼らは、やがて海を渡ってアメリカに植民し、ニューイングランドのキングスポートの街に居を構える。1692年には、セイレム魔女裁判の煽りを受けて、一族の者4人が妖術の疑いをかけられて絞首刑となる。
19XX年、アルデバランの見える冬のユールの日、「わたし」は父祖たちからの言い伝えに従って、キングスポートを訪れる。一族の中でも、いまや伝承を覚えているのは、貧しく孤独な者に限られ、その夜キングスポートに戻ってきたのはわたしだけであった。
わたしを出迎えた老人は唖であったために、蝋板に文字を書いて意思疎通を示す。彼は穏やかな老人だったが、わたしは彼にまるで蝋仮面のような印象を覚える。彼の家の本棚には古書が並び、「ネクロノミコン」のオラウス・ウォルミウスのラテン語版までもがあった、しばしの後、老人についてくるようにうながされ、外へと出る。家々からは頭巾つき外套をまとった人々が現れ、皆は行列をなして丘の教会へと向かう。彼らの後に続き、わたしは最後に建物へと入り、さらに狭い螺旋階段を地下へと降りていく。
おぞましい火柱を囲み、群衆は儀式を始める。老人がネクロノミコンを掲げると、皆は平伏して敬意を表し、わたしも彼らに倣う。続いて、闇の中から有翼生物が飛来し、群衆は一人ずつ騎乗して、奥へと消えていく。最終的には、老人とわたしの2騎だけが残る。わたしがためらっていると、老人は「自分こそこの地でユールの儀式を創始したわたしの父祖たちの真の代理人である」と、蝋板に文字を書いて説明する。さらに彼は証拠として、指輪と懐中時計を取り出して見せる。わたしは、古文書でそれらが「1698年に六代前の先祖と共に埋葬された」ことを知っていたため、慄然とする。わたしの煮え切らなさに、ついに老人は焦り、顔から蝋面が外れて落ちる。同時に、わたしは地の底へと身を投じる。
翌日わたしは、港で船の円材にしがみついて凍死しそうになっているところを発見される。病院の医師からは、きっと崖から転落したのだろうと説明される。わたしが訪れたキングスポートと、今いるキングスポートは、街並みを始めとするあらゆる要素が異なっており、わたしには何も言うことができなかった。さらにこの病院は丘の教会墓地の近くに建つと聞かされ、わたしは狂乱状態に陥り、アーカムの病院に移される。わたしはミスカトニック大学からネクロノミコンを借用し、慄然たる章を読んであの夜の出来事に身を震わせる。

### 主な登場人物・生物
- わたし - 語り手。数世代前にニューイングランドを離れた分家の末裔。先祖の伝承に従い、100年に一度のユールの日にキングスポートを訪れる。
- 老人 - 唖であり、蝋板に文字を書いて意思疎通する。ネクロノミコンを所有する。
- 老婆 - ボンネット帽をかぶり、老人の家の中でひたすら糸をつむいでいる。
- フルート奏者 - 不定形の存在。闇の中で音色をかなでる。
- 燃えあがる火柱 - 不気味に緑色がかっている。
- 有翼の雑種生物 - 膜状の翼と、水かきのある足を備える。

### キングスポート
舞台となる街「キングスポート」は、実在のマーブルヘッドがモデル。ラヴクラフトは、執筆の前年12月にマーブルヘッドを訪れている。さらにフィリップ・A・シュレフラーによって、地理が検証されており、キングスポートはマーブルヘッドとセイレムの合成と分析されている。キングスポートは、『恐ろしい老人』『霧の高みの不思議な家』にも再登場する。

## クトゥルフ神話への影響

### 外なる神トゥールスチャ
テーブルトークRPG『クトゥルフの呼び声』シリーズでは、『魔宴』に登場する緑色の火柱を、トゥールスチャと名付けて、外なる神に分類している。
また無定形のフルート奏者は、蕃神または外なる神に関連し、ナイアーラトテップに伴っても頻出する。

### バイアクヘーへの統合
オーガスト・ダーレスが創造した生物バイアクヘーは、ダーレスの作中では明確な描写はあまり行われておらず、TRPGにおいてビジュアルが掘り下げられている。この際に、解説文に『魔宴』の飛行生物の描写がそのまま引用されて用いられている

## 収録
- 創元推理文庫『ラヴクラフト全集5』大瀧啓裕訳「魔宴」
- 青心社『クトゥルー4』大瀧啓裕訳「魔宴」
- 創土社『暗黒の秘儀』仁賀克雄訳「暗黒の秘儀」
- 国書刊行会『定本ラブクラフト全集2』並木二郎訳「祝祭」　※南條竹則の別名義
- 星海社FICTIONS『『ネクロノミコン』の物語 新訳クトゥルー神話コレクション2』森瀬繚訳「祝祭」
- 新潮文庫『狂気の山脈にて クトゥルー神話傑作選』南條竹則訳「祝祭」

## 関連作品
- 無名都市、魔犬 - ラヴクラフトによる先行作品であり、ネクロノミコンへの言及がある。
- 悪魔と結びし者の魂 - ロバート・M・プライスの神話作品。